# Municipio de McHenry (Pensilvania)
El municipio de McHenry  (en inglés: McHenry Township) es un municipio ubicado en el condado de Lycoming en el estado estadounidense de Pensilvania. En el año 2000 tenía una población de 145 habitantes y una densidad poblacional de 0.7 personas por km².

## Geografía
El municipio de McHenry se encuentra ubicado en las coordenadas 41°23′10″N 77°27′12″O / 41.38611, -77.45333.

## Demografía
Según la Oficina del Censo en 2000 los ingresos medios por hogar en la localidad eran de $25,000 y los ingresos medios por familia eran $28,750. Los hombres tenían unos ingresos medios de $23,571 frente a los $13,750 para las mujeres. La renta per cápita para la localidad era de $19,269. Alrededor del 4,2% de la población estaban por debajo del umbral de pobreza.